# Templo Siong Lim

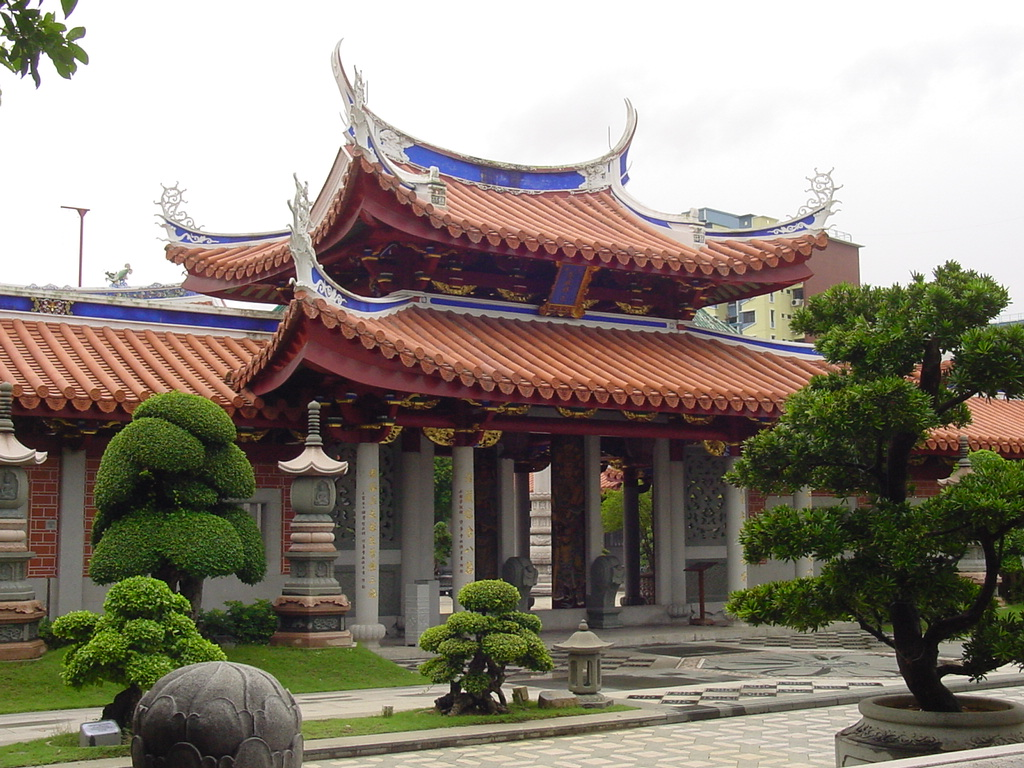
Templo Siong Lim.

El Templo Siong Lim (o Templo Shuang Lin) es el nombre por el que se conoce popularmente el Monasterio (Lian Shan) Shuang Lin (pinyin: (Lián Shān) Shuāng Lín sì). Construido em 1902, el templo budista está localizado en Toa Payoh, Singapur. 

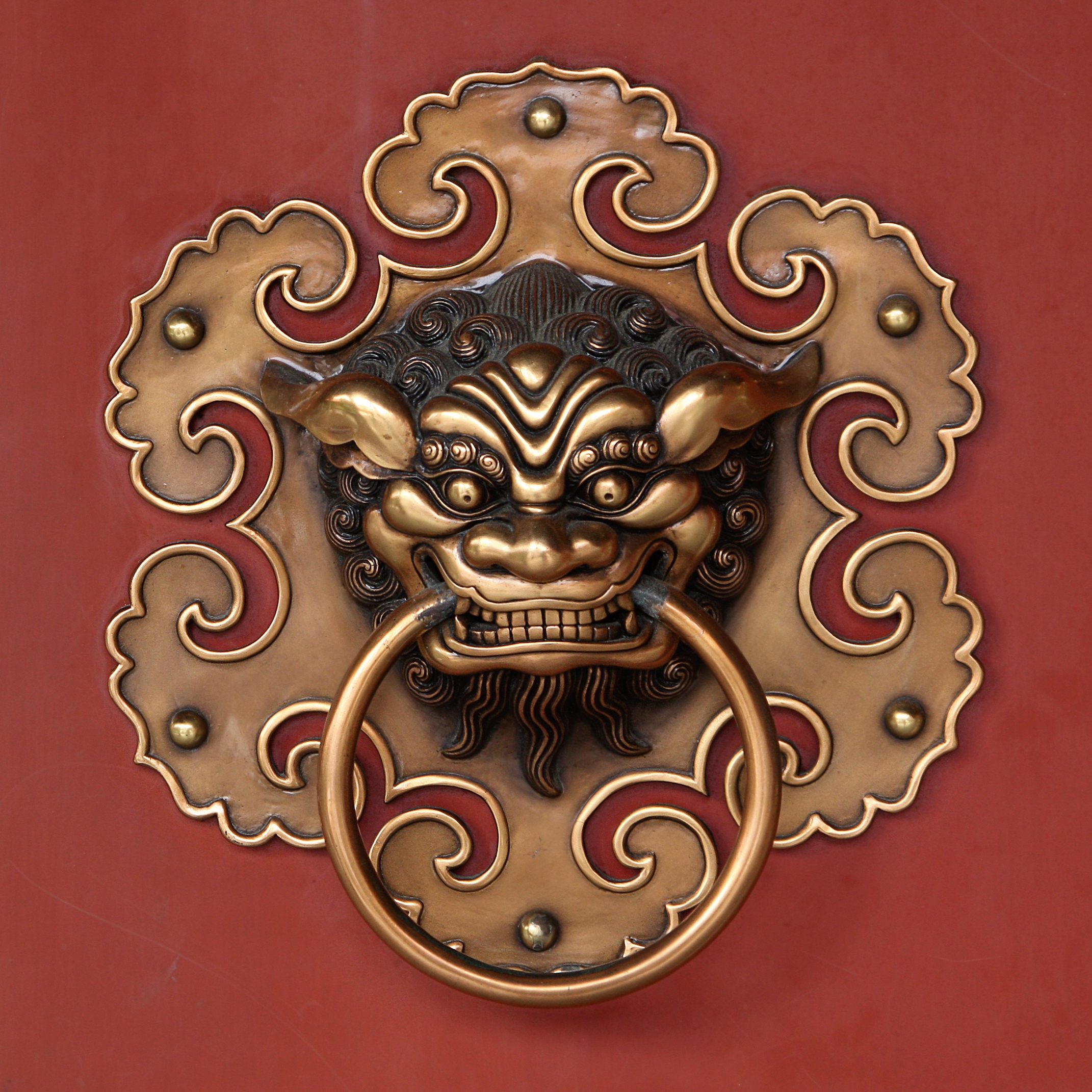
Aldaba del templo con forma de dragón chino.